# Comuna Lozî, Zbaraj
Lozî (în ucraineană Лози) este o comună în raionul Zbaraj, regiunea Ternopil, Ucraina, formată din satele Krîvciîkî și Lozî (reședința).

## Demografie
Componența lingvistică a comunei Lozî
     Ucraineană (98,96%)
     Alte limbi (0,97%)
Conform recensământului din 2001, majoritatea populației comunei Lozî era vorbitoare de ucraineană (98,96%), existând în minoritate și vorbitori de alte limbi.